# Islote Almenado
Die Islote Almenado (von spanisch almenado ‚zinnenartig, gezähnt‘) ist eine kleine Insel im Palmer-Archipel vor der Westküste der Antarktischen Halbinsel. Im nordöstlichen Teil der Melchior-Inseln liegt sie vor der Ostküste der Etainsel.
Argentinische Wissenschaftler benannten sie deskriptiv im Zuge einer von 1946 bis 1947 durchgeführten Antarktisexpedition.